# Ngandajika (territoire)
Le territoire de Ngandajika (parfois Gandajika) est une entité déconcentrée de la province du Lomami en république démocratique du Congo.

## Géographie
Le territoire de Ngandajika s'étend sur 5 726 km2 et compte 557 192 habitants.

## Commune
Le territoire compte une commune rurale de moins de 80 000 électeurs.
- Ngandajika, (7 conseillers municipaux)

## Secteurs
Le territoire est divisé en trois  secteurs et deux chefferies: 
Secteur de Ngandajika: Il est composé de la Cité de Ngandajika et de 25 groupements à savoir: 
- BAKWA-LONJI
- BENA-KADIAYI
- BENA-KAJIKAYI
- BENA-KAMASHI
- BENA-KANYAKA
- BENA-KANYIKI MBAMBA
- BENA-KATUPUILA
- BENA-KIHANGA
- BENA-LOBO
- BENA-MPANDA MUSHILU
- BENA-MPASU
- BENA-MPATA
- BENA-MPEMBA NZEO
- BENA-MPOYI
- BENA-MPUNGA
- BENA-MULAMBA I
- BENA-MULAMBA II
- BENA-MUSAKATHI
- BENA-MUSUYA
- BENA-MWANA MBUYI
- BENA-MWANZA NGUDIA
- BENA-NGANDAJIKA
- BENA-SHALUKOJI
- BENA-TSHIBUMBU A MBUYI
- BENA-TSHIMOMO

Secteur de Baluba-Shankadi
Secteur de Tshiyamba:
- Bena Mpiana
- Bena-Mpiana Mukala

- Bena-Manda Masengu

- Bena-Manda Mbaya

- Bena-Kaseki

- Bena Kanyana

- Bena Nsona

- Bena-Kafumbu

- Bena-Luanga

Chefferie de Bena-Kalambayi
Chefferie de Bakwa-Mulumba .